# Most Likely to Die
Most Likely to Die is een Amerikaanse slasher-horrorfilm uit 2015 geregisseerd door Anthony DiBlasi.

## Verhaal
Er is een reünie van een middelbare school voor de afgestudeerden van tien jaar geleden. Op de dag ervoor spreken enkele vrienden van destijds af in het afgelegen huis van Ray, een professionele hockeyspeler die net is ontslagen. Naast Ray behoren Ashley, Gaby, Brad, Freddie, DJ, Jade, Simone, Bella en Lamont ook tot die vriendengroep. Tarkin - een eerder enge man die ook op dezelfde school zat - is huisbewaarder. Een figuur gekleed in een afstudeertoga en masker doodt enkele van hen: Jade, Simone, Bella, Lamont, Ashley en Tarkin. De manier waarop de persoon werd vermoord, is steeds gelinkt aan de zin die onder de foto van de persoon in kwestie in het jaarboek staat.
De moordenaar blijkt DJ te zijn: hij heeft wroeging over het feit dat John Dougherty jaren werd gepest op school. DJ werd destijds door Ray aangepraat om een revolver in John's schoolkastje te leggen. John zijn foto en tekst voor het jaarboek werden ook gemanipuleerd. DJ ontmoette John een aantal jaren terug en vernam dat diens leven nog altijd een hel was met tal van mislukkingen. Doch er ontstond een vriendschap tussen beiden, maar nadat DJ hem de waarheid zei over wie de revolver in het kastje legde en het incident met de foto in het jaarboek, pleegt John zelfmoord. Nu wil DJ iedereen die het leven van John op een of andere manier heeft verwoest, vermoorden. Enkel Gaby wil hij sparen op voorwaarde dat zij mee helpt met de anderen te vermoorden, ook andere genodigden op de reünie die verantwoordelijk zijn. Hij geeft haar opdracht om Brad te vermoorden. Gaby gaat schijnbaar akkoord en steekt Brad neer met een stanleymes. Ze komt dan in het bezit van een revolver en schiet DJ dood. Brad werd zo gestoken dat het een niet-fatale wonde is. Gaby, Brad, Freddie en Ray vertrekken daarop. In laatste scène komt een ongekende figuur in afstudeertoga het huis binnen en zet het masker op. Hoewel niet expliciet wordt gezegd, kan men uit de context afleiden dat dit wellicht John Dougherty is, al dan niet in geestvorm of levende lijve.

## Rolverdeling
| Acteur            | Personage      |
| ----------------- | -------------- |
| Heather Morris    | Gaby           |
| Ryan Doom         | Brad Campbell  |
| Perez Hilton      | Freddie        |
| Chad Addison      | DJ             |
| Tess Christiansen | Jade McKinnon  |
| Marci Miller      | Simone Venice  |
| Tatum Miranda     | Bella Mitchell |
| Johnny Ramey      | Lamont         |
| Skyler Vallo      | Ashley Nicole  |
| Jake Busey        | Tarkin         |
| Jason Tobias      | Ray Yoder      |